# Nissan Pino
Nissan Pino – samochód osobowy typu kei-car produkowany przez japońską firmę Nissan w latach 2007-2010. Dostępny jako 5-drzwiowy hatchback. Do napędu użyto benzynowego silnika R3 o pojemności 0,7 litra. Moc przenoszona była na oś przednią (opcjonalnie AWD) poprzez 4-biegową automatyczną bądź 5-biegową manualną skrzynię biegów.

## Dane techniczne

### Silnik
- R3 0,7 l (658 cm³), 4 zawory na cylinder, DOHC
- Układ zasilania: wtrysk
- Średnica cylindra × skok tłoka: 68,00 mm × 60,40 mm
- Stopień sprężania: 10,5:1
- Moc maksymalna: 54 KM (40 kW) przy 6500 obr./min
- Maksymalny moment obrotowy: 61 N•m przy 4000 obr./min

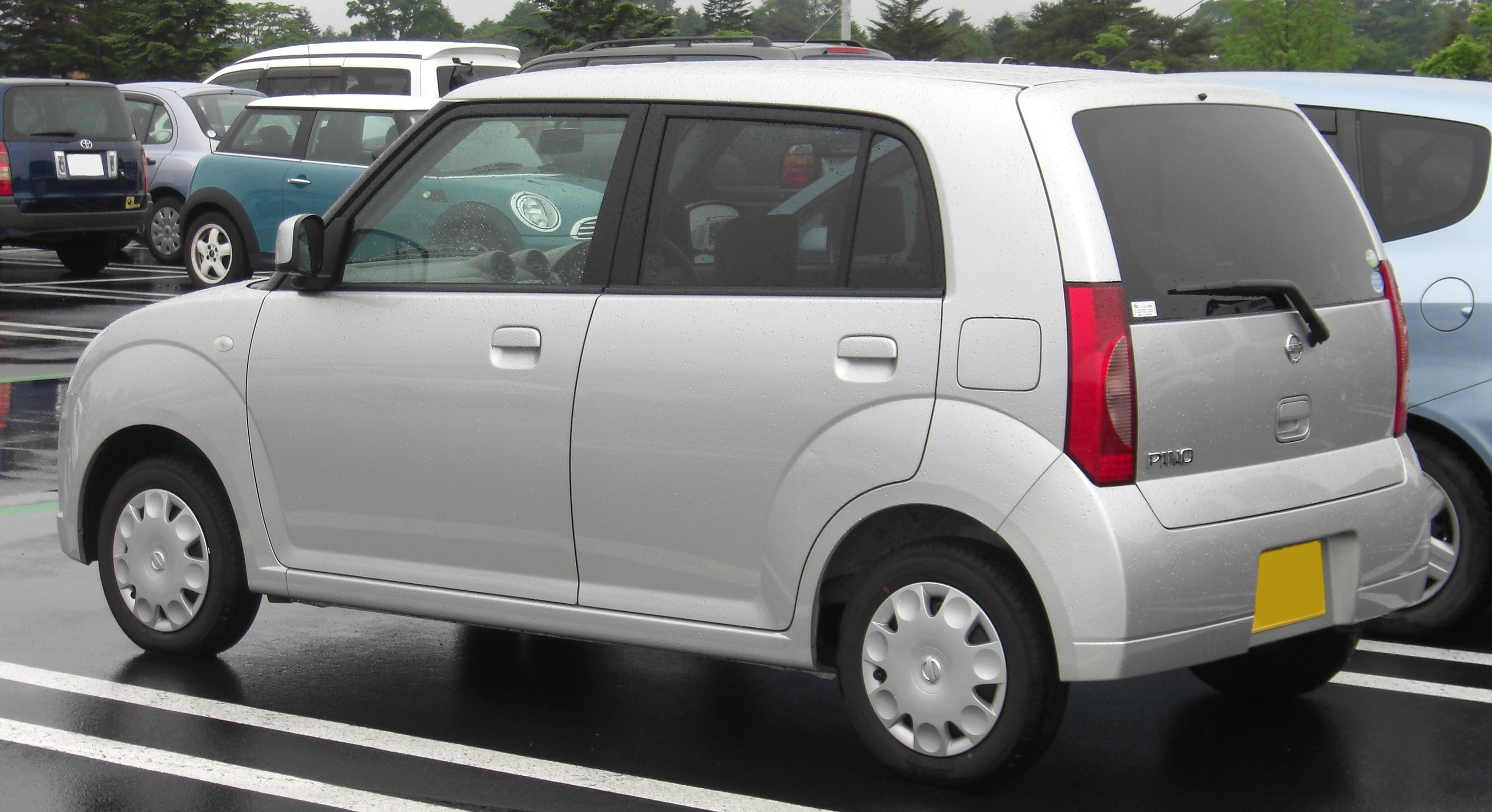
Tył nadwozia